# Adinkerke
Adinkerke (fr. Adinkerque; vls. Adiengkerke, Oyenkerke) – dzielnica (deelgemeente) gminy De Panne w Belgii, w Regionie Flamandzkim, w prowincji Flandria Zachodnia, w okręgu Veurne. 1 stycznia 2020 roku liczyła 3087 mieszkańców. Do 31 grudnia 1976 samodzielna gmina. Leży nad Kanałem Nieuwpoort-Dunkierka.

## Demografia
Liczba mieszkańców, stan na 1 stycznia:
| Rok                | 1930 | 1961 | 2020 |
| ------------------ | ---- | ---- | ---- |
| Liczba mieszkańców | 1815 | 2695 | 3087 |